# Arsène Lupin contra Sherlock Holmes
Arsène Lupin contra Sherlock Holmes (1910) este un film serial german creat în genul dramă regizat de Viggo Larsen. Conține 5 segmente (capitole).

## Distribuția
- Viggo Larsen - Sherlock Holmes
- Paul Otto - Arsène Lupin

## Capitole
1. Der Alte Sekretar (Vechiul secreter), premiera la 20 august 1910
2. Der Blaue Diamant (Diamantul albastru), premiera la 17 septembrie 1910
3. Die Falschen Rembrandts (Falsul Rembrandt), premiera la 7 octombrie 1910
4. Die Flucht (Evadarea), premiera în decembrie 1910
5. Arsene Lupins Ende (Sfârșitul lui Arsene Lupin), premiera la 4 martie 1911[2]